# Gog

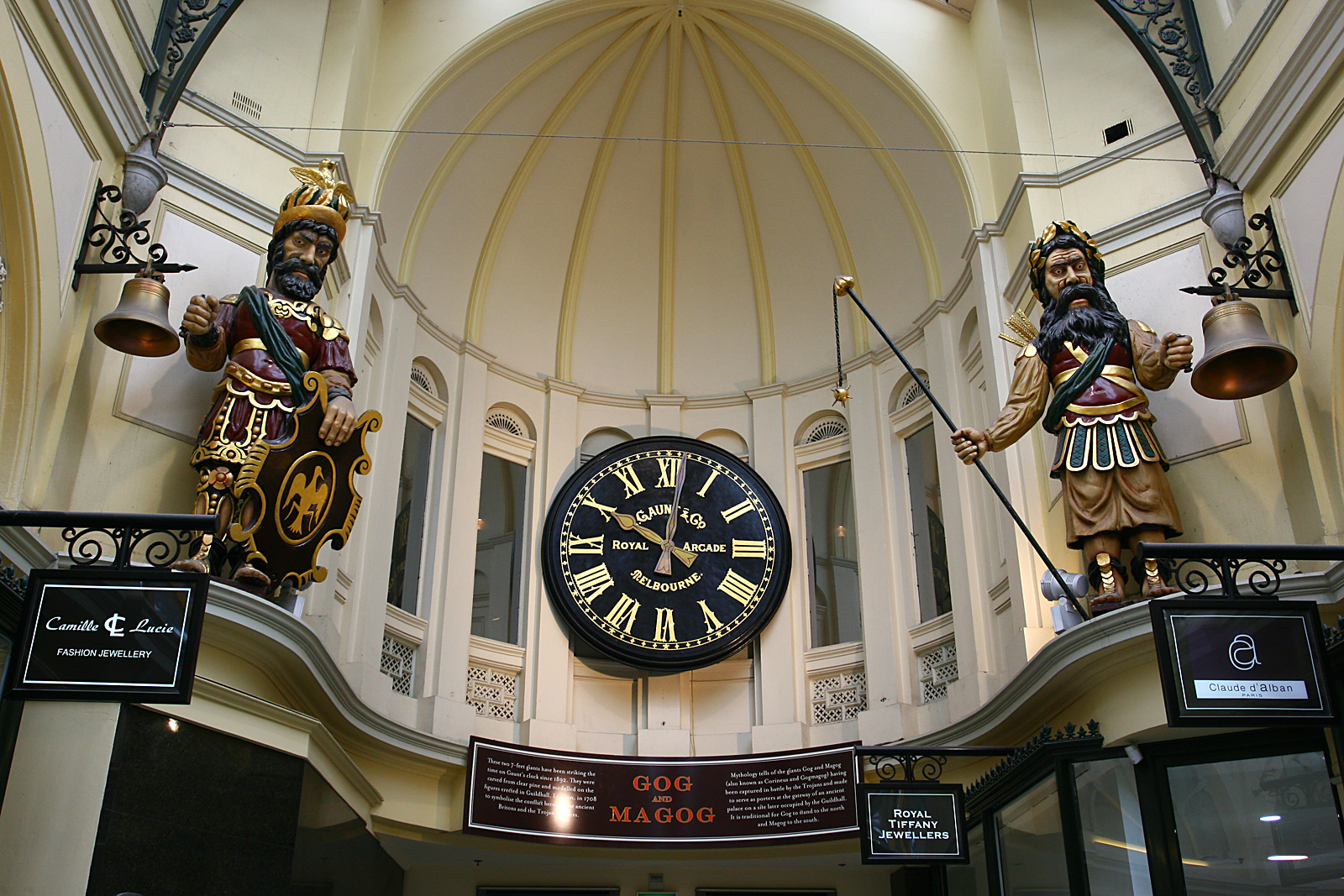
Gog och Magog i Melbourne, Australien.

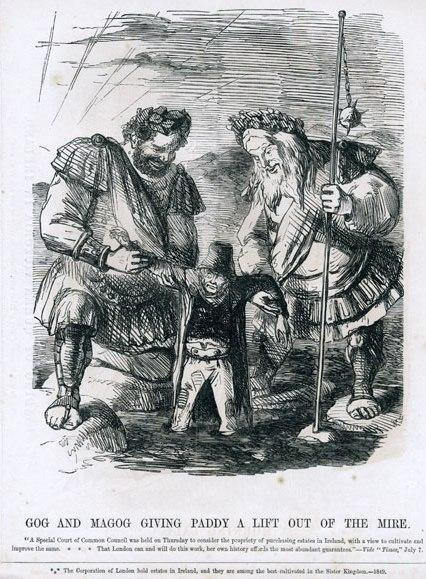
Gog och Magog.

Gog i landet Magog omnämns i Bibeln i Hesekiel kap 38 och 39 som en ond varelse, och i Upp. 20:8 nämns också Gog och Magog. I Gamla Testamentet handlar det om områden i norr. Enligt Hesekiel är Gog en härskare från ett land Magog, medan Uppenbarelseboken ser Gog och Magog som två olika härskare, som i den yttersta tiden skall gå till anfall mot de heliga, men förintas av eld från himlen.
Josefus identifierade Magog för sina grekiska läsare med skyterna, norr om Svarta havet.

## Gog och goterna
Ambrosius var 378 den första som betecknade det gotiska hotet som Gog. Olof Rudbeck den äldre kopplade samman Gog och Magog med den Magog som nämns som Jafets son i 1 Mos. 10:2, och såg honom som goternas, och därmed svenskarnas stamfar.

## Gog och kelterna
I keltisk mytologi är Gogmagog en jätte i Cornwall i England. I engelsk folklore splittrades han till slut i de två gestalterna Gog och Magog. Dessa två gestalter återfinns som statyer i Guildhall i London.

## Gog i Koranen
Namnen Gog och Magog, Ya'djudj och Ma'djudj nämns också i Koranen:
18:94. De sade: "Du Tvåhornade! Gog och Magog stör ordningen och sår fördärv på jorden. Kan vi begära av dig att du, mot en avgift, bygger en skyddsmur mellan oss och dem?"
18:95. Han svarade: "Det som min Herre har lagt i mina händer är av större värde för mig [än era bidrag]; ge mig därför en arbetsstyrka [som jag kan förfoga över] så skall jag uppföra en skyddsvall mellan er och dem.
18:96. Forsla [nu] hit järn i block och tackor!" När han hade fyllt utrymmet mellan bergväggarna [med järnet], sade han: "[Tänd eldar och] låt blåsbälgarna arbeta!" Och när han fått [järnet] att glöda, begärde han: "För hit smält koppar, som jag skall gjuta över [skyddsmuren]!" 
18:97. Och [muren blev färdigbyggd och Gog och Magog] kunde varken klättra över den eller bryta sig igenom den. 
18:98. Och [den Tvåhornade] utbrast: "Detta [har åstadkommits tack vare] min Herres nåd! Men när det som min Herre har lovat blir verklighet, skall Han jämna det med marken. Vad min Herre lovar är sanning!"
I sentida arabisk tradition har Gog och Magog skildrats som halvdjuriska vidunder, som ständigt försöker fila sönder järnmuren, vilken dock nästa morgon blir hel igen.